# العلاقات الجزائرية الكويتية
العلاقات الجزائرية الكويتية هي العلاقات الثنائية التي تجمع بين الجزائر والكويت.

## مقارنة بين البلدين
هذه مقارنة عامة ومرجعية للدولتين:
| وجه المقارنة                                              | الجزائر                      | الكويت        |
| --------------------------------------------------------- | ---------------------------- | ------------- |
| المساحة (كم2)                                             | 2.38 مليون                   | 17.82 ألف     |
| عدد السكان (نسمة)                                         | 38.81 مليون                  | 4.14 مليون    |
| الكثافة السكانية (ن./كم²)                                 | 16.31                        | 232.32        |
| العاصمة                                                   | الجزائر                      | مدينة الكويت  |
| اللغة الرسمية                                             | اللغة العربية، لغات أمازيغية | اللغة العربية |
| العملة                                                    | دينار جزائري                 | دينار كويتي   |
| الناتج المحلي الإجمالي (بليون دولار)                      | 170.37 مليار                 | 120.13 مليار  |
| الناتج المحلي الإجمالي (تعادل القوة الشرائية) بليون دولار | 582.63 مليار                 | 290.53 مليار  |
| الناتج المحلي الإجمالي الاسمي للفرد دولار أمريكي          | 4.21 ألف                     | 29.30 ألف     |
| الناتج المحلي الإجمالي للفرد دولار أمريكي                 | 14.19 ألف                    | 73.25 ألف     |
| مؤشر التنمية البشرية                                      | 0.745                        | 0.816         |
| رمز المكالمات الدولي                                      | +213                         | +965          |
| رمز الإنترنت                                              | .dz                          | .kw           |
| المنطقة الزمنية                                           | ت ع م+01:00                  | ت ع م+03:00   |

## منظمات دولية مشتركة
يشترك البلدان في عضوية مجموعة من المنظمات الدولية، منها:
| علم المنظمة | اسم المنظمة                                 | تاريخ انضمام الجزائر | تاريخ انضمام الكويت |
| ----------- | ------------------------------------------- | -------------------- | ------------------- |
|             | المصرف العربي للتنمية الاقتصادية في أفريقيا | ?                    | ?                   |
|             | يونسكو                                      | 15 أكتوبر 1962       | 18 نوفمبر 1960      |
|             | الاتحاد البريدي العالمي                     | ?                    | ?                   |
|             | البنك الدولي للإنشاء والتعمير               | 26 سبتمبر 1963       | 13 سبتمبر 1962      |
|             | البنك الإفريقي للتنمية                      | ?                    | ?                   |
|             | منظمة الشرطة الجنائية الدولية               | ?                    | ?                   |
|             | الأمم المتحدة                               | 8 أكتوبر 1962        | 14 مايو 1963        |
|             | مؤسسة التنمية الدولية                       | 26 سبتمبر 1963       | 13 سبتمبر 1962      |
|             | الصندوق العربي للإنماء الاقتصادي والاجتماعي | ?                    | ?                   |
|             | منظمة التعاون الإسلامي                      | ?                    | ?                   |
|             | المنظمة الهيدروغرافية الدولية               | ?                    | ?                   |
|             | منظمة التجارة العالمية                      | ?                    | ?                   |
|             | وكالة ضمان الاستثمار متعدد الأطراف          | 4 يونيو 1996         | 12 أبريل 1988       |
|             | جامعة الدول العربية                         | 16 أغسطس 1962        | 20 يوليو 1961       |
|             | الاتحاد الدولي للاتصالات                    | 3 مايو 1963          | 14 أغسطس 1959       |
|             | مؤسسة التمويل الدولية                       | 23 سبتمبر 1990       | 13 سبتمبر 1962      |
|             | صندوق النقد العربي                          | ?                    | ?                   |
|             | منظمة حظر الأسلحة الكيميائية                | ?                    | ?                   |
|             | المركز الدولي لتسوية المنازعات الاستشارية   | 22 مارس 1996         | 4 مارس 1979         |

## وصلات خارجية
- موقع وزارة الخارجية الجزائرية
- موقع وزارة الخارجية الكويتية